# Smiley (sèrie de televisió)
Smiley és una sèrie de televisió dirigida per David Martín Porras i Marta Pahissa, basada en l'obra de teatre homònima de Guillem Clua. Produïda per Minoria Absoluta, està interpretada per Carlos Cuevas, Miki Esparbé, Pepón Nieto, Meritxell Calvo i Giannina Fruttero, entre d'altres. Està gravada principalment en castellà i, en alguns diàlegs, en català. Tot i això, compta amb una versió doblada i subtitulada al català. Es va estrenar el 7 de desembre de 2022 a Netflix. Ambientada a Barcelona, la sèrie relata una relació entre dos homes.
El doblatge en català va ser produït per Iyuno-SDI Group i dirigit per César Andreu a partir de la traducció de Montse Portí. Gran part dels actors interpreten el doblatge en català.

## Sinopsi
L'Àlex acaba de superar un desengany amorós i en Bruno no s'hauria pensat mai que pogués sentir atracció per algú com l'Àlex. Tot i això, una equivocació —l'Àlex li envia una nota de veu per error— fa que els dos es coneguin i comencen a construir una relació.

## Repartiment
| Personatge       | Actor             | Doblatge en català |
| ---------------- | ----------------- | --- |
| Àlex             | Carlos Cuevas     | Carlos Cuevas |
| Bruno            | Miki Esparbé      | Miki Esparbé |
| Vero             | Meritxell Calvo   | Meritxell Calvo |
| Javier           | Pepón Nieto       | Pepón Nieto |
| Albert           | Eduardo Lloveras  | Eduardo Lloveras |
| Patricia         | Giannina Fruttero | Giannina Fruttero |
| Núria            | Ruth Llopis       | Ruth Llopis |
| Ramon            | Ramon Pujol       | Ramon Pujol |
| Lolo             | Carlos Noriega    | Carlos Noriega |
| Najat            | Yasmina Drissi    | Yasmina Drissi |
| Rosa             | Amparo Fernández  | Lourdes López |
| Ramiro           | Carles Sanjaime   | Jordi Boixaderas |
| Sunyer           | Pep Munné         | Pep Munné |
| Ibra             | Cedrick Mugisha   | Roger Isasi-Isasmendi |
| Lis              | Ann Perelló       | Ann Perelló |
| Dolors           | Pilar Martínez    | Pilar Martínez |
| Flor             | Carla Linares     | |
| Manel            | Pep Sais          | Pep Sais |
| Veus addicionals | Veus addicionals  | Cèsar Andreu, Elisabet Bargalló, Elvira García, Ariadna de Guzmán, Àlex Meseguer, Melania Pérez, Francesc Pujol, Neus Sendra, Marta Ullod |

## Episodis
| Núm. total | Núm. de la temporada | Títol                                    | Direcció            | Guió         | Data d'emissió original |
| ---------- | -------------------- | ---------------------------------------- | ------------------- | ------------ | ----------------------- |
| 1          | 1                    | «Cuando Álex encontró a Bruno»           | Marta Pahissa       | Guillem Clua | 7 de desembre de 2022   |
| 2          | 2                    | «Las alas de Ícaro»                      | Marta Pahissa       | Guillem Clua | 7 de desembre de 2022   |
| 3          | 3                    | «La fiera de mi niña»                    | David Martín-Porras | Guillem Clua | 7 de desembre de 2022   |
| 4          | 4                    | «Volver a empezar»                       | David Martín-Porras | Guillem Clua | 7 de desembre de 2022   |
| 5          | 5                    | «Cada oveja en su corral»                | Marta Pahissa       | Guillem Clua | 7 de desembre de 2022   |
| 6          | 6                    | «Un grado de separación»                 | Marta Pahissa       | Guillem Clua | 7 de desembre de 2022   |
| 7          | 7                    | «Cinco minutos antes de la cuenta atrás» | David Martín-Porras | Guillem Clua | 7 de desembre de 2022   |
| 8          | 8                    | «El hilo rojo»                           | David Martín-Porras | Guillem Clua | 7 de desembre de 2022   |

## Producció
A finals d'octubre del 2021, Netflix Espanya va anunciar en la presentació dels seus propers projectes espanyols, entre altres novetats, una adaptació a sèrie de l'obra teatral Smiley de Guillem Clua, que estaria produïda per la productora catalana Minoria Absoluta. El març de 2022, es va confirmar que Carlos Cuevas i Miki Esparbé serien els protagonistes de la sèrie. Després de completar el repartiment, el rodatge de la sèrie va començar el maig de 2022, a la ciutat de Barcelona.
En un principi, Minoria Absoluta va sol·licitar a Netflix produir la sèrie íntegrament en català, la qual cosa la convertiria en la primera sèrie de Netflix produïda en l'idioma. Finalment, es va confirmar que estaria parlada principalment en castellà i amb alguns diàlegs en català, a banda d'un doblatge a català interpretat pels mateixos actors.